# Комаровка (Майнський район)
Комаровка (рос. Комаровка) — село в Майнському районі Ульяновської області Російської Федерації.

Населення становить 81 особу. Входить до складу муніципального утворення Майнське міське поселення.

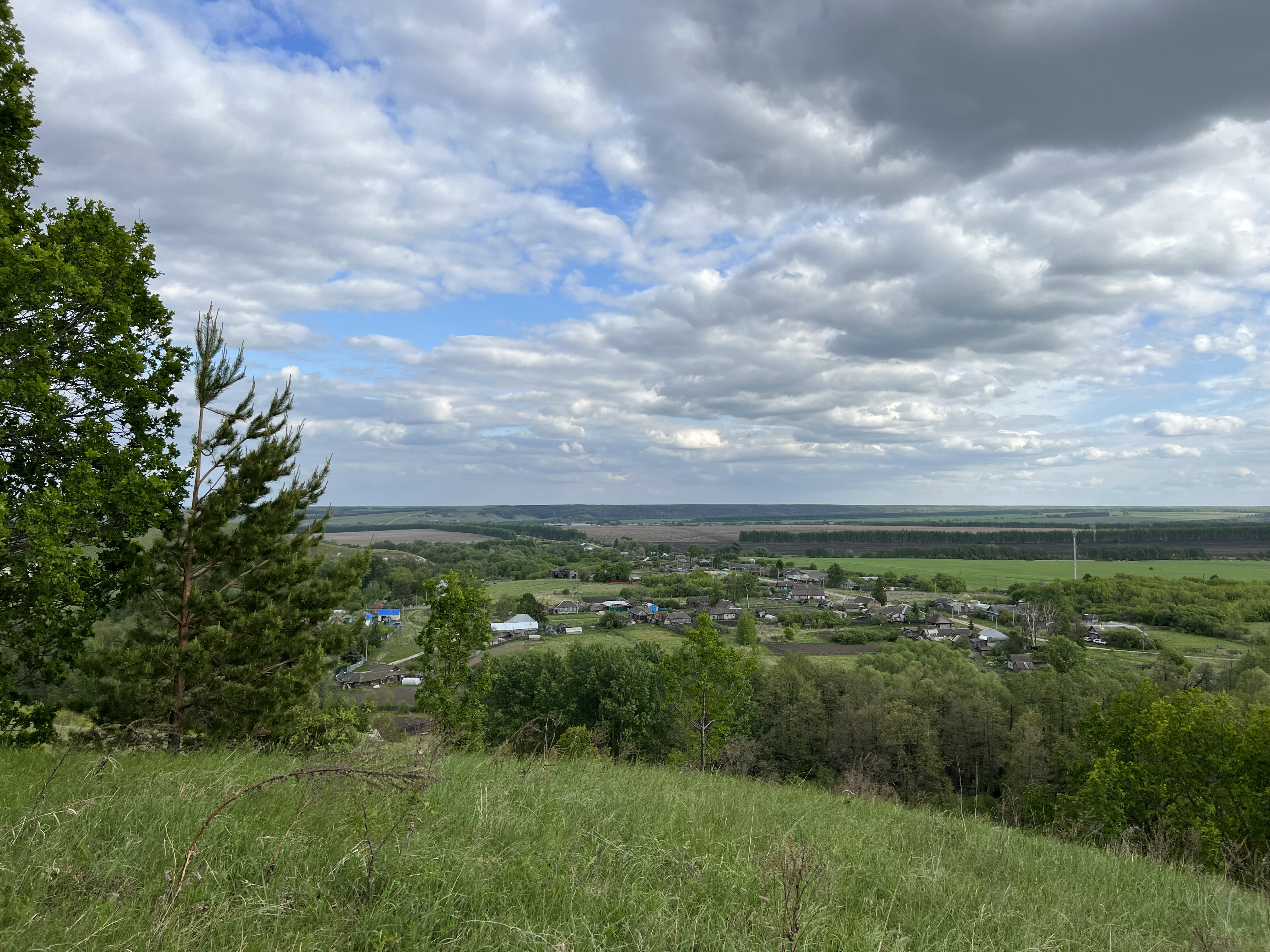
Вид с холма на село Комаровка

## Історія
Від 2004 року входить до складу муніципального утворення Майнське міське поселення.

## Населення
| 2010 |
| ---- |
| 81   |